# Liste der Biografien/Vala
Liste der Biografien |
Portal Biografien |
Personensuche
# |
A |
B |
C |
D |
E |
F |
G |
H |
I |
J |
K |
L |
M |
N |
O |
P |
Q |
R |
S |
T |
U |
V |
W |
X |
Y |
Z |
?
 
Va |
Vd |
Ve |
Vh |
Vi |
Vj |
Vl |
Vn |
Vo |
Vr |
Vs |
Vt |
Vu |
Vy
 
Vaa |
Vab |
Vac |
Vad |
Vae |
Vaf |
Vag |
Vah |
Vai |
Vaj |
Vak |
Val |
Vam |
Van |
Vap |
Vaq |
Var |
Vas |
Vat |
Vau |
Vav |
Vaw |
Vax |
Vay |
Vaz
 
Vala |
Valb |
Valc |
Vald |
Vale |
Valf |
Valg |
Valh |
Vali |
Valj |
Valk |
Vall |
Valm |
Valn |
Valo |
Valp |
Valq |
Vals |
Valt |
Valu |
Valv |
Valy |
Valz
Die Liste der Biografien führt alle Personen auf, die in der deutschsprachigen Wikipedia einen Artikel haben. Dieses ist eine Teilliste mit 80 Einträgen von Personen, deren Namen mit den Buchstaben „Vala“ beginnt.

## Vala
- Vala Flosadóttir (* 1978), isländische Stabhochspringerin
- Vala Kristín Eiríksdóttir (* 1991), isländische Schauspielerin
- Vala, Assad (* 1987), papua-neuguineischer Cricketspieler
- Vála, David (* 1978), tschechischer Ringer
- Vala, Katri (1901–1944), finnische Dichterin

### Valab
- Valábik, Boris (* 1986), slowakischer Eishockeyspieler
- Valabrega, Evelina (* 1907), italienische Hausfrau und Holocaustopfer
- Valabrega, Jean-Paul (1922–2011), französischer Psychoanalytiker
- Valabrègue, Antony (1844–1900), französischer Schriftsteller und Kunstkritiker

### Valac
- Valach, Ján (* 1973), slowakischer Radrennfahrer und Sportlicher Leiter
- Valach, Juraj (* 1989), slowakischer Eishockeyspieler
- Valach, Marián (* 1964), slowakischer Fußballspieler
- Valachi, Joe (1904–1971), US-amerikanischer MafiosoJoe Valachi (1904–1971)

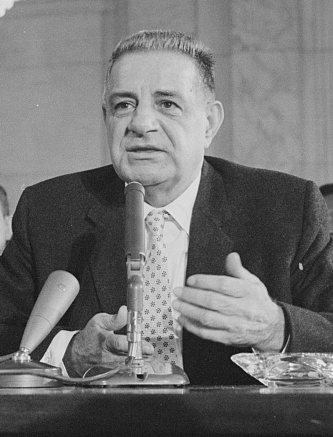
Joe Valachi (1904–1971)

- Valachová, Dominika (* 1986), slowakische Volleyballspielerin
- Valachová, Kateřina (* 1976), tschechische Juristin und Politikerin
- Valachová, Lucia (* 1997), slowakische Radrennfahrerin
- Valachovič, Jozef (* 1975), slowakischer Fußballspieler

### Valad
- Valada, Francisco (1941–2021), portugiesischer Radsportler
- Valadão, Ana Paula (* 1976), brasilianische Sängerin und Songschreiberin
- Valadao, David (* 1977), US-amerikanischer Politiker der Republikanischen Partei
- Valadares, Guido (1934–1976), osttimoresischer Politiker
- Valadares, Maria, osttimoresische Politikerin
- Valadas, Francisco (* 1906), portugiesischer Dressurreiter
- Valadas, Jack (* 1985), südafrikanischer Eishockeyspieler
- Valade, Aymeline (* 1984), französisches Model und Schauspielerin
- Valade, Léon (1841–1883), französischer Schriftsteller
- Valade, Pauline (* 1987), französische Historikerin, Schriftstellerin und Hochschullehrerin
- Valade, Pierre-André (* 1959), französischer Flötist und Dirigent
- Valadés Rocha, José Cayetano (1899–1976), mexikanischer Journalist und Botschafter
- Valadez, Félix (1918–2006), mexikanischer Fußballtorhüter
- Valadez, Rogelio, mexikanischer Fußballspieler
- Valadian, Margaret (1936–2023), australische Akademikerin, Pädagogin
- Valadier, Giuseppe (1762–1839), italienischer Architekt, Städtebauer, Archäologe und Goldschmied
- Valadier, Paul (* 1933), französischer Ordensgeistlicher, katholischer Philosoph und Theologe
- Valadim, Eduardo António Prieto (1856–1890), portugiesischer Militär
- Valadkhan, Saba, iranisch-amerikanische Biomedizinerin und Hochschullehrerin
- Valadon, Paul (1867–1913), Zauberkünstler
- Valadon, Suzanne (1865–1938), französische Malerin

### Valai
- Valainis, Maris (* 1963), US-amerikanischer Schauspieler
- Valainis, Viktors (* 1986), lettischer Politiker
- Valaitis, Lena (* 1943), deutsche SchlagersängerinLena Valaitis (* 1943)

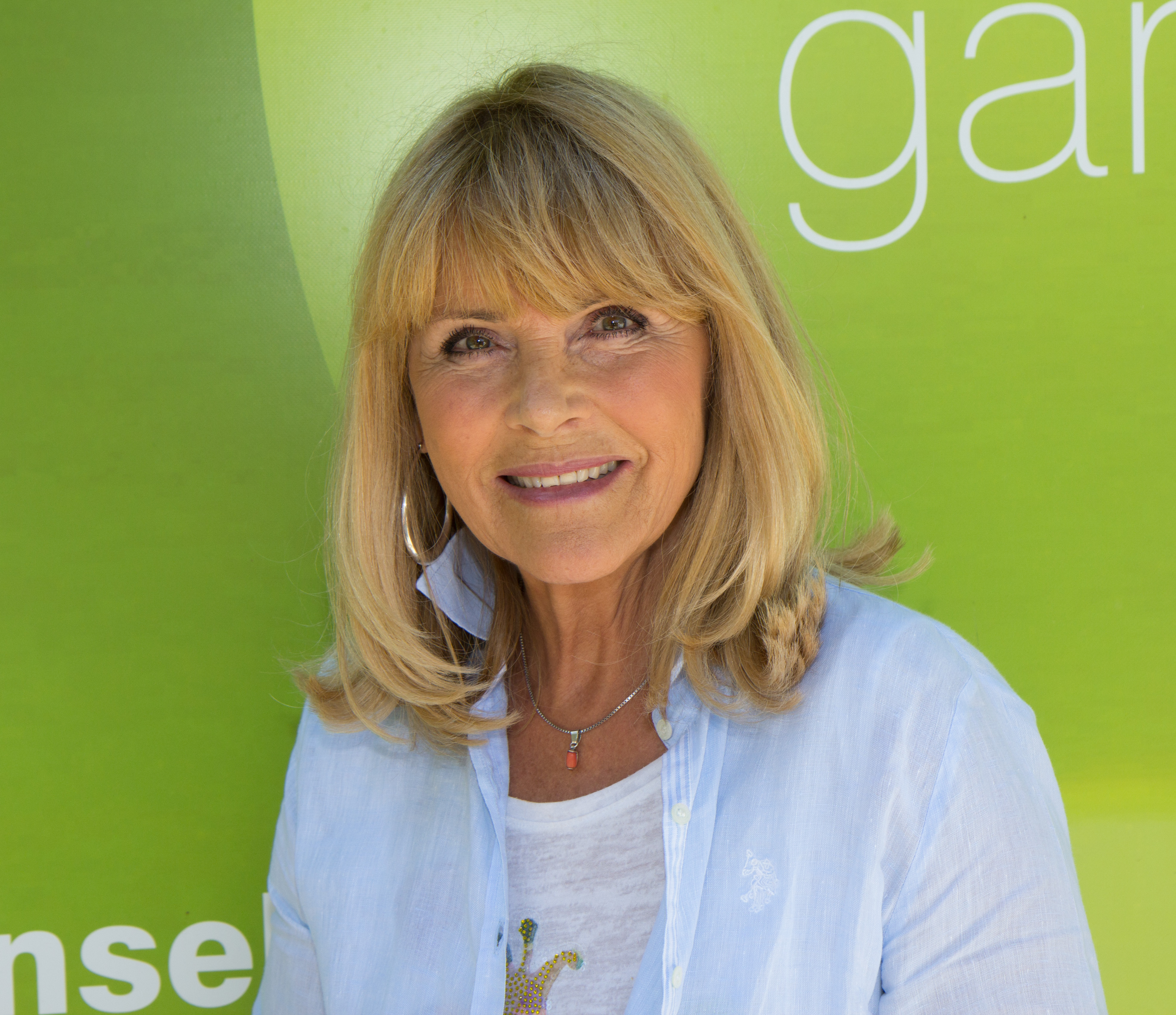
Lena Valaitis (* 1943)

### Valak
- Valakari, Onni (* 1999), finnischer Fußballspieler
- Valakuzhy, Joseph Mar Severios (1894–1955), indischer Bischof der Syro-malankarischen katholischen Kirche

### Valam
- Valamir, ostgotischer König des antiken Königreiches Pannonien

### Valan
- Valance, Georges (* 1942), französischer Journalist
- Valance, Holly (* 1983), australisch-britische Schauspielerin, Sängerin und Model
- Valance, Olympia (* 1993), australische Schauspielerin und Model
- Valance, Peter (* 1980), deutscher Zauberkünstler, Magier, Entfesselungskünstler und Illusionist
- Valance, Ricky (1936–2020), walisischer Popsänger
- Valančiūnas, Jonas (* 1992), litauischer BasketballspielerJonas Valančiūnas (* 1992)

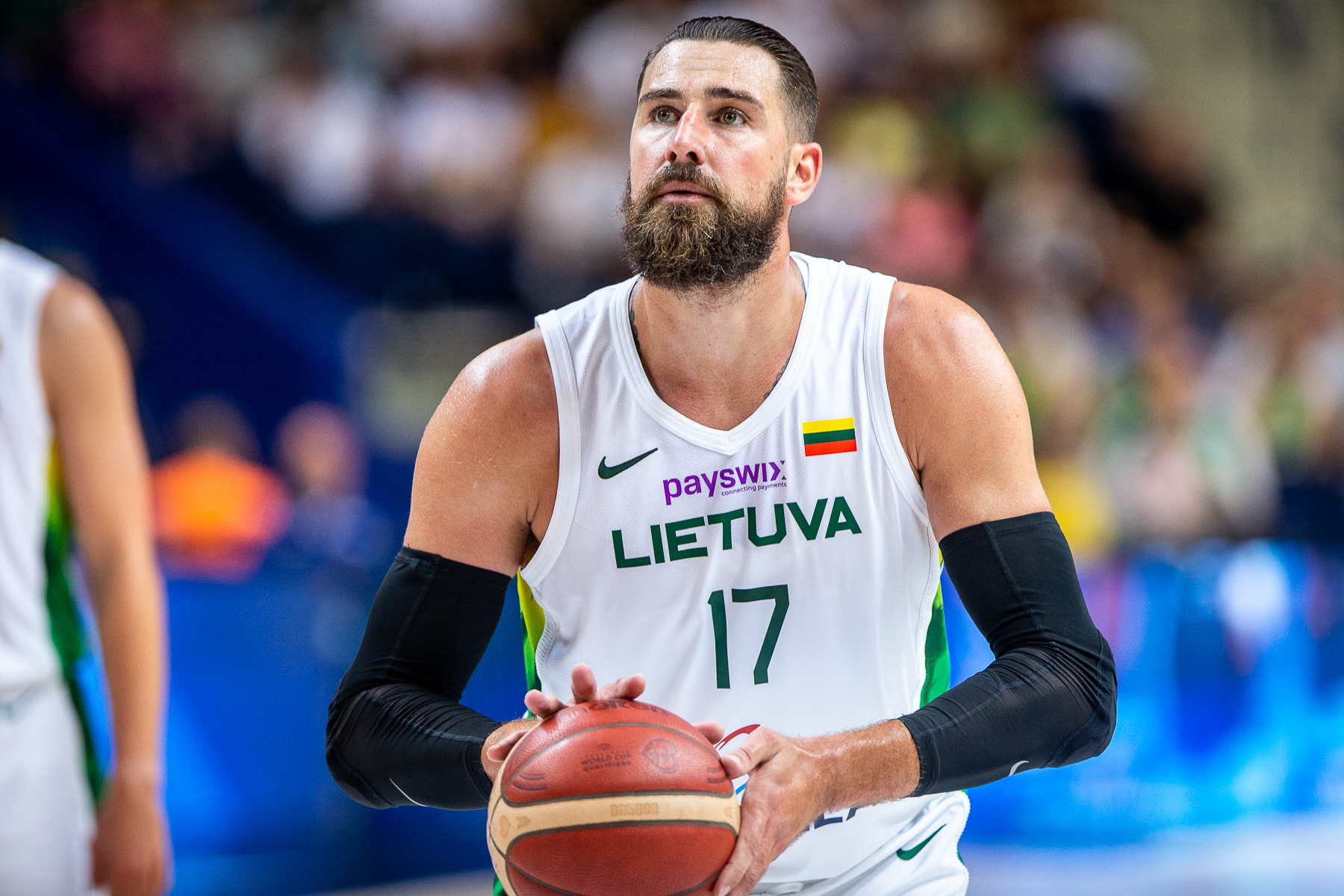
Jonas Valančiūnas (* 1992)

- Valančius, Kazimieras Liudvikas (1936–2018), litauischer Jurist, Wirtschaftsrechtler, Dekan, Professor der Kazimieras-Simonavičius-Universität
- Valančius, Motiejus (1801–1875), Bischof von Niederlitauen, Historiker und Schriftsteller
- Valančius, Sigitas (* 1957), litauischer Hochschullehrer und Politiker
- Valančius, Virgilijus (* 1963), litauischer Jurist, Richter und Hochschullehrer der MRU-Universität
- Våland, May Britt (* 1968), norwegische Radrennfahrerin
- Valandrey, Charlotte (1968–2022), französische Filmschauspielerin und Autorin
- Valangin, Aline (1889–1986), Schweizer Schriftstellerin, Pianistin und Psychoanalytikerin
- Valant, Anja (* 1977), slowenische Leichtathletin
- Valant, Ivan (1909–1999), jugoslawischer Radrennfahrer
- Valantinas, Algimantas (* 1961), litauischer Jurist und Generalstaatsanwalt Litauens
- Valantine, Hannah, gambisch-amerikanische Kardiologin

### Valao
- Valaoritis, Aristotelis (1824–1879), griechischer Dichter
- Valaoritis, Nanos (1921–2019), griechischer Dichter und Literaturwissenschaftler

### Valap
- Valappila, Margaritha, Ordensschwester

### Valar
- Valär, Hans (1871–1947), Schweizer Bautechniker, Architekt, Kurdirektor und Mundartautor
- Valär, Rico (* 1981), Schweizer Literaturwissenschaftler und Kulturvermittler
- Valardy, André (1938–2007), belgischer Komiker, Schauspieler und Filmregisseur
- Valarivan, Elavenil (* 1999), indische Sportschützin

### Valas
- Valášek, Pavol (* 1993), slowakischer Organist, Pianist und Chorregent
- Valasidis, William (* 1971), griechischer Jurist
- Valasti, Ville (* 1993), finnischer American-Football-Spieler
- Válaszúti, György (1550–1614), Pfarrer und Leiter der Unitarischen Kirche in Südungarn

### Valat
- Valat, Fernand (1896–1944), französischer Politiker, Mitglied der Nationalversammlung
- Valatka, Jonas (* 1949), litauischer Politiker, Mitglied des Seimas
- Valatka, Rimvydas (* 1956), litauischer Journalist, Chefredakteur der Wochenschrift und ehemaliger Politiker (Mitglied des Seimas)

### Valav
- Valavanis, Panos (1954–2025), griechischer Klassischer Archäologe

### Valay
- Valay, Gabriel (1905–1978), französischer Politiker, Mitglied der Nationalversammlung
- Valaya Alongkorn (1884–1938), Mitglied des siamesischen Königshauses
- Valayre, Sylvie (* 1964), französische Opernsängerin

### Valaz
- Valazé, Éléonor-Zoa Dufriche de (1780–1838), französischer General der Genietruppen